# Shahrestān-e Mobārakeh
Shahrestān-e Mobārakeh (persiska: شهرستان مبارکه, مبارکه) är en delprovins (shahrestan) i Iran.   Den ligger i provinsen Esfahan, i den centrala delen av landet, 400 km söder om huvudstaden Teheran.
Delprovinsen hade 150 441 invånare 2016.